# The Lover of Camille
The Lover of Camille er en amerikansk stumfilm fra 1924 af Harry Beaumont.

## Medvirkende
- Monte Blue som Jean-Gaspard Deburau
- Willard Louis som Robillard
- Pat Moore
- Pierre Gendron som Charles Deburau
- Carl Miller som Armand Duval
- Rosa Rosanova som Madame Rabouir
- Marie Prevost som Marie Duplessis
- Winifred Bryson
- Brandon Hurst som Bertrand
- Rose Dione som Madame Deburau
- Trilby Clark som Madame Rubard